# Валдорфхеслах
Валдорфхеслах (њем. Walddorfhäslach) општина је у њемачкој савезној држави Баден-Виртемберг. Једно је од 26 општинских средишта округа Ројтлинген. Према процјени из 2010. у општини је живјело 4.811 становника. Посједује регионалну шифру (AGS) 8415087.

## Географски и демографски подаци
Валдорфхеслах се налази у савезној држави Баден-Виртемберг у округу Ројтлинген. Општина се налази на надморској висини од 440 метара. Површина општине износи 14,4 km². У самом мјесту је, према процјени из 2010. године, живјело 4.811 становника. Просјечна густина становништва износи 333 становника/km².